# Canny-sur-Matz
Canny-sur-Matz és un municipi francès, situat al departament de l'Oise i a la regió dels Alts de França. L'any 2007 tenia 344 habitants.

## Demografia

### Població
El 2007 la població de fet de Canny-sur-Matz era de 344 persones. Hi havia 128 famílies de les quals 26 eren unipersonals (13 homes vivint sols i 13 dones vivint soles), 38 parelles sense fills, 47 parelles amb fills i 17 famílies monoparentals amb fills.
La població ha evolucionat segons el següent gràfic:
Habitants censats

### Habitatges
El 2007 hi havia 152 habitatges, 126 eren l'habitatge principal de la família, 17 eren segones residències i 9 estaven desocupats. 147 eren cases i 5 eren apartaments. Dels 126 habitatges principals, 109 estaven ocupats pels seus propietaris, 15 estaven llogats i ocupats pels llogaters i 2 estaven cedits a títol gratuït; 3 tenien dues cambres, 23 en tenien tres, 50 en tenien quatre i 50 en tenien cinc o més. 104 habitatges disposaven pel capbaix d'una plaça de pàrquing. A 51 habitatges hi havia un automòbil i a 64 n'hi havia dos o més.

### Piràmide de població
La piràmide de població per edats i sexe el 2009 era:
| Homes | Edats   | Dones |
| ----- | ------- | ----- |
| 0     | 95 o +  | 0     |
| 4     | 90 a 94 | 0     |
| 4     | 85 a 89 | 4     |
| 0     | 80 a 84 | 0     |
| 4     | 75 a 79 | 4     |
| 4     | 70 a 74 | 4     |
| 4     | 65 a 69 | 12    |
| 4     | 60 a 64 | 0     |
| 4     | 55 a 59 | 12    |
| 8     | 50 a 54 | 12    |
| 12    | 45 a 49 | 12    |
| 8     | 40 a 44 | 16    |
| 12    | 35 a 39 | 4     |
| 8     | 30 a 34 | 8     |
| 8     | 25 a 29 | 8     |
| 16    | 20 a 24 | 0     |
| 4     | 15 a 19 | 0     |
| 24    | 10 a 14 | 8     |
| 12    | 5 a 9   | 20    |
| 12    | 0 a 4   | 8     |

## Economia
El 2007 la població en edat de treballar era de 222 persones, 170 eren actives i 52 eren inactives. De les 170 persones actives 160 estaven ocupades (90 homes i 70 dones) i 10 estaven aturades (4 homes i 6 dones). De les 52 persones inactives 16 estaven jubilades, 14 estaven estudiant i 22 estaven classificades com a «altres inactius».

### Ingressos
El 2009 a Canny-sur-Matz hi havia 134 unitats fiscals que integraven 345,5 persones, la mediana anual d'ingressos fiscals per persona era de 18.334 €.

### Activitats econòmiques
Dels 4 establiments que hi havia el 2007, 1 era d'una empresa de transport, 2 d'empreses de serveis i 1 d'una empresa classificada com a «altres activitats de serveis».
L'únic servei als particulars que hi havia el 2009 era una perruqueria.
L'any 2000 a Canny-sur-Matz hi havia 8 explotacions agrícoles que ocupaven un total de 516 hectàrees.

## Equipaments sanitaris i escolars
El 2009 hi havia una escola maternal integrada dins d'un grup escolar amb les comunes properes formant una escola dispersa.

## Poblacions més properes
El següent diagrama mostra les poblacions més properes.